# Taxi 234
Taxi 234 var en svensk TV-serie från 1996. Den visades i TV4 under måndagskvällar strax före kriminalserien På spaning i New York

## Handling
Det sägs att baksätet i en taxi utgör den moderna biktstolen. För att se om detta stämmer utrustades en vanlig svensk taxibil med ett antal dolda kameror som följde med på resorna. Skådespelaren Lakke Magnusson, sångerskan/skådespelerskan Lena Bergqvist och komikern Lasse Karlsson, tillika verksamma som taxichaufförer utgjorde den fasta ensemblen av chaufförer. I varje avsnitt deltog även en gästchaufför som gjorde sitt bästa för att försöka få kunderna att ana vem som egentligen satt bakom ratten, med mer eller mindre lyckade resultat.

## Om serien
Serien som hade en nederländsk förlaga spelades in hösten 1995 på Stockholms gator. Förutom själva taxiresorna förekom även scener när de fasta chaufförerna fikade och pratade om stort och smått på dåvarande Café Röda Rummet. Enligt produktionsbolagets förtexter inför varje avsnitt hade samtliga ca 50 personer som filmats och visades i avsnitten lämnat sitt medgivande att medverka när de sedan sändes på TV. Responsen från tittarna blev tämligen ljum, varpå serien lades ned redan efter första säsongen.

## Gästchaufförer
- Avsnitt 1: Bert Karlsson
- Avsnitt 2: Lasse Brandeby
- Avsnitt 3: Leif Loket Olsson
- Avsnitt 4: Micke Dubois
- Avsnitt 5: Eva Rydberg
- Avsnitt 6: Stig Malm
- Avsnitt 7: Agneta Sjödin
- Avsnitt 8: Bert-Åke Varg
- Avsnitt 9: Cyndee Peters
- Avsnitt 10: Anders Gernandt

Avsnittet där Micke Dubois skulle vara gästchaufför blev komplicerat då denne visade sig sakna körkort. Problemet löstes genom att hans kund som visade sig vara skådespelaren Gösta Bredefeldt på väg till en föreläsning vid dåvarande Teaterhögskolan i Stockholm själv fick ta över körningen med Dubois som passagerare.  